# Brill Building

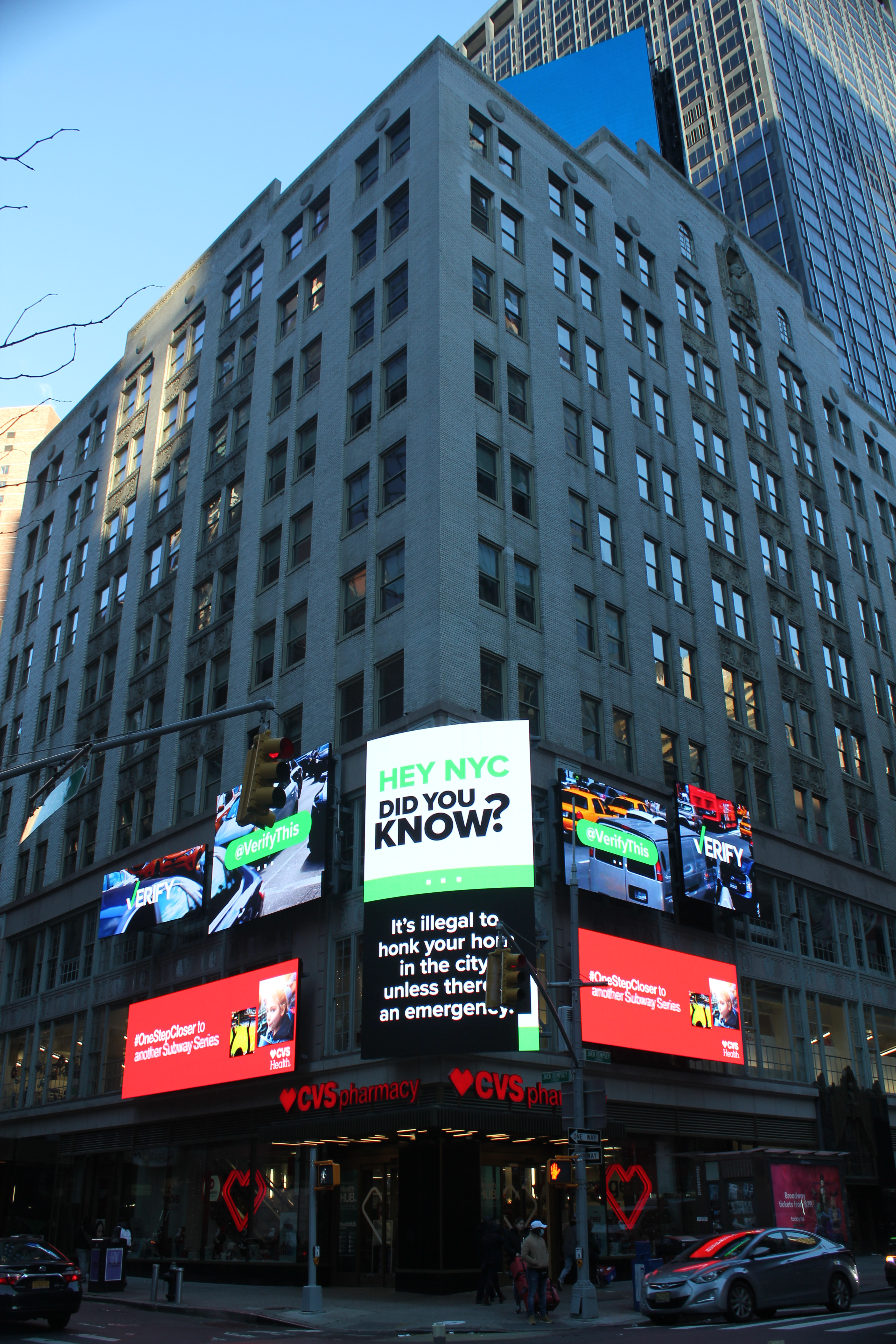
Das Brill Building, in der Nähe des Broadway an der Eighth Avenue zwischen W49th und W50th Street (November 2021)

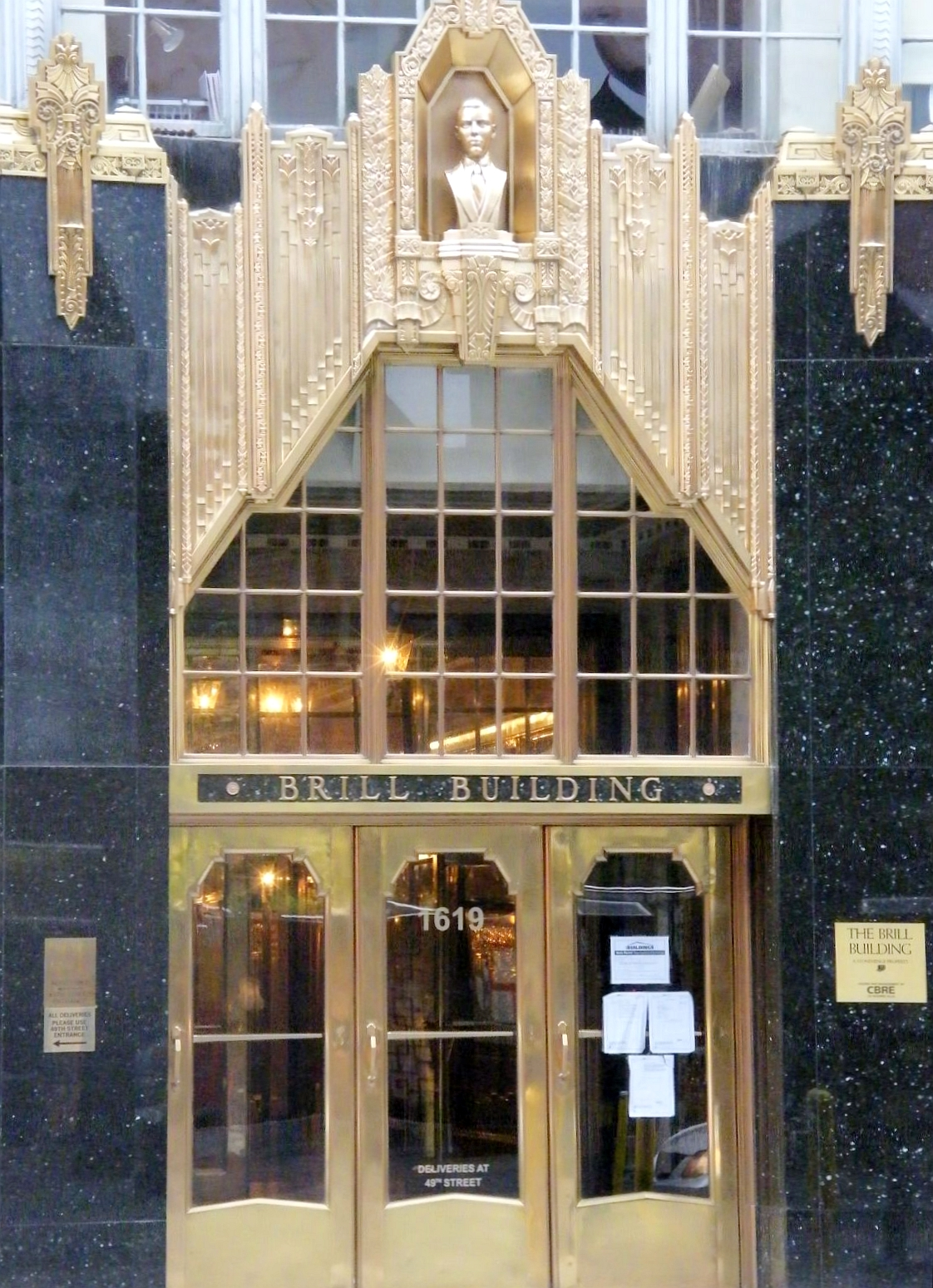
Der Eingang des historischen Brill Building im Stil der Art déco (2008)

Das Brill Building ist ein Bürogebäude in der Nähe des Broadway an der Eighth Avenue 1619 in Manhattan (New York City) – nördlich vom Times Square – in dem im Jahre 1962 insgesamt 165 Musikverlage unter einem Dach vereinigt waren und dieser Umstand die ungenauen Ausdrücke „Brill Building Pop“ bzw. „Brill Building Sound“ prägte.

## Allgemeines
Beim „Brill Building Pop“ bzw. „Brill Building Sound“ handelte es sich nicht um einen einheitlichen Sound wie etwa beim Motown-Sound, sondern der Begriff sollte auf die Herkunft der Songwriter, Musikproduzenten und Musikverlage hinweisen.

## Geschichte
Baubeginn vom Brill Building war am 4. Oktober 1929 – genau 20 Tage vor dem Börsencrash an der Wall Street am Schwarzen Donnerstag, dem 24. Oktober 1929, der die Great Depression auslöste. Diese zwang den Bauherrn Abraham E. Lefcourt das für 105 Etagen konzipierte Gebäude auf elf Stockwerke zu reduzieren. Aus seinem Plan, den höchsten Wolkenkratzer New Yorks zu errichten, wurde nichts. Das 1931 fertiggestellte Bürogebäude ist nach den drei Brüdern Brill benannt, die eine Filialkette von Herrenausstattern betrieben und 1931 im Gebäude einen weiteren Laden eröffneten. Die Brüder konnten das Gebäude aus der Zwangsversteigerung des in Konkurs gegangenen Bauherrn erwerben. Bereits 1932 zog mit Southern Music Publishing der erste Musikverlag ein, es folgten Mills Music and Famous-Music. Im Jahre 1956 folgte Hill & Range und entschied sich für das Penthouse des Brill Buildings. Im Mai 1958 gründeten Al Nevins und Don Kirshner den Musikverlag Aldon Music und bezogen ein Büro im Brill Building. Die bisherigen Verlage wirkten als Magnet für weitere Musikverlage, sich ebenfalls hier anzusiedeln. Für die Konzentration von Komponisten, Produzenten und Musikverlagen im Brill Building war hauptsächlich Don Kirshner verantwortlich. Er begann zunächst als Manager von Connie Francis. Genau genommen befand sich Aldon Music jedoch nicht im Brill Building, sondern einen Block weiter gegenüber in 1650 Broadway.
Einige Musikverlage wie Aldon Music gingen dazu über, ihre Songwriter als Angestellte mit einem Gehalt zu beschäftigen. 1962 gab es bei Aldon insgesamt 18 angestellte Songwriter, die ebenfalls in kabinenähnlichen Büros (englisch cubicle) untergebracht wurden. Leiber/Stoller – die wichtigsten Autoren des Rock ’n’ Roll – zogen im Januar 1961 in die neunte Etage des Gebäudes. Im Gebäude waren auf dieser Grundlage auch die Autorenteams Burt Bacharach/Hal David,  Gerry Goffin/Carole King,  Barry Mann/Cynthia Weil, Doc Pomus/Mort Shuman oder Neil Sedaka/Howard Greenfield untergebracht. Auch Neil Diamond – zunächst nur Komponist – und Tommy Boyce arbeiteten hier.
Die Besonderheit dieses Gebäudes machte die klaustrophobische Enge durch die Vielzahl kleiner Büroräume aus. Ein Musiker konnte im Brill Building eine Demoaufnahme im Tonstudio aufnehmen, und danach einen Verleger, einen Produzenten und einen Radiopromoter im selben Gebäude finden. Durch diese Konzentration ergaben sich einerseits Synergieeffekte etwa durch Ideenaustausch unter den Komponisten, andererseits konnten die musiktechnischen Erfordernisse komplettiert werden (die Komponisten gehörten meist zu einem Musikverlag im Gebäude, der wiederum die Interpreten auswählte). Die Songautoren arbeiteten hier die meisten ihrer Kompositionen als Partitur aus. Dies bedeutete nach dem Rock ’n’ Roll die Betonung des Gesangs mit orchestralen Songs, die andere geschrieben haben. Die heterogenen Kompositionen sowie Gesangs- und Produktionsstile lassen jedoch keine musikalische Gemeinsamkeit erkennen, so dass die Bezeichnung „Brill-Building-Sound“ lediglich die einheitliche Herkunft dieser Songs beschreibt.
Das Brill Building-Imperium produzierte zwischen 1958 und 1966 mehr als zweihundert Popsongs, welche die US-Charts erreichten. Viele hiervon wurden zu Millionensellern und zur Grundlage von Coverversionen. Zu den Acts gehören die Ronettes, die Drifters, die Shangri-Las, die Crystals und viele mehr. Als durch Autorenmusik wie die von den Beatles, den Beach Boys oder Bob Dylan, die ihre Musik selber komponierten (nicht zu vergessen die Bands der British Invasion), diese Art von Musik an Glaubwürdigkeit und Authentizität (damit Repräsentationskraft bei den Plattenkäufern) verlor, mussten sich die Brill-Building-Komponisten in Richtung Solo-Interpreten verlagern (beispielsweise ist dies Neil Diamond gelungen), die Verleger (er)fanden sich ein neues Publikum: Die Teenager und Preteens. Zu dieser Zeit hatte Columbia (CBS) Aldon Music bereits aufgekauft. Und so arbeitete der Medien-Mogul Don Kirshner mit den Monkees und Archies für TV-Stationen wie NBC und CBS. Später in den 1970er Jahren war er Manager der Rockgruppe Kansas und zog sich ca. 1975 vom Geschäft zurück.
Auch heute noch sind einige mit dem Musik- und Filmgeschäft verbundene Firmen hier ansässig, so etwa Sound One (eine Post-production-Gesellschaft), Colony Records und die Videofirma Broadway Video.

## Definition des Brill Building Pop
Das Booklet zum Sampler „The Brill Building Sound“ von Greg Shaw und Dawn Eden nennt fünf historische Bedingungen, die Brill Building Pop ausmachten:
1. Der Übergang von der amateurhaften Naivität des frühen Rock'n'Roll zu ausgefeilteren und professionelleren Techniken (gemeint ist vor allem die Aufnahme- und Produktionstechnik),
2. Die Entwicklung des Produzenten als einen Schlüsselfaktor im musikalischen Produktionsprozess,
3. Die wachsende Bedeutung eines professionellen Songwriters in der Rockmusik,
4. Der individuelle Einfluss von bestimmten Schlüsselpersonen wie z. B. Phil Spector,
5. Das Brill Building und der Mann, der es begründete, Don Kirschner (das Brill Building mit seiner wirtschaftlich horizontalen Interaktion des gesamten, verglichen mit früher, komplexer gewordenen Produktionsprozesses).

## CD
- Up on the Roof – Songs of the Brill Building, Columbia 474 356 2.